# Епархия Дхармапури
Епархия Дхармапури (лат. Dioecesis Dharmapuriensis) — епархия Римско-Католической церкви c центром в городе Дхармапури, Индия. Епархия Дхармапури входит в митрополию Пудучерри и Куддалора. Кафедральным собором епархии Дхармапури является церковь Святейшего Сердца Иисуса.

## История
24 января 1997 года Римский папа Иоанн Павел II выпустил буллу Totius dominici gregis, которой учредил епархию Дхармапури, выделив её из епархии Салема.

## Ординарии епархии
- епископ Joseph Anthony Irudayaraj (24.01.1997 — 13.01.2012);
- епископ Лоуренс Пиус Дорайрадж (с 13.01.2012).

## Источник
- Annuario Pontificio, Libreria Editrice Vaticana, Città del Vaticano, 2003, ISBN 88-209-7422-3
- Булла Totius dominici gregis  (лат.)